# Hofeerdgronden
Een hofeerdgrond is een bodemtype in het Nederlandse systeem van bodemclassificatie dat behoort tot de xero-eerdgronden. Het zijn zeer weinig voorkomende zavel- en kleigronden met een goede interne drainage, die door intensief gebruik door de tuinbouw een donkere bovengrond hebben verkregen.
Hofeerdgronden hebben een donkere A-horizont van 15–50 cm dik. De B-horizont is vrij bruin van kleur. In de ondergrond komen grijzere kleuren voor. Beneden een diepte van 50 cm kunnen roestverschijnselen worden aangetroffen.
Deze gronden worden aangetroffen op de oeverwallen in het Nederlandse rivierengebied. De naam verwijst naar de hofpercelen van oude boerderijen (hofsteden).
| Horizont | Diepte   | Omschrijving                                                                       |
| -------- | -------- | ---------------------------------------------------------------------------------- |
| Ap       | 0–20 cm  | bouwvoor; zeer donker grijze, humeuze, kalkrijke zavel                             |
| Ah       | 20–35 cm | zeer donker grijsbruine, humeuze, kalkrijke zavel                                  |
| AC       | 35–45 cm | overgangshorizont                                                                  |
| Bw       | 45–70 cm | bruine, humusarme, kalkrijke zavel                                                 |
| Cg       | > 70 cm  | licht grijsbruine (10YR 6/2), humusarme, kalkrijke, lichte zavel; met roestvlekken |